# ريتشارد دودز
ريتشارد دودز (بالإنجليزية: Richard Dodds)‏ هو لاعب هوكي الحقل بريطاني، ولد في 23 فبراير 1959 في يورك في المملكة المتحدة.

## وصلات خارجية
- ريتشارد دودز على موقع اللجنة الأولمبية الدولية (الإنجليزية)
- ريتشارد دودز على موقع أوليمبيديا (الإنجليزية)
- ريتشارد دودز على موقع اللجنة الأولمبية البريطانية (الإنجليزية)